# Franz Jäger
 For alternative betydninger, se Franz Jäger (flertydig). (Se også artikler, som begynder med Franz Jäger)
Firmaet Franz Jäger er en fiktiv tysk producent af pengeskabe, som optræder i filmene om Olsen-banden (dansk og norsk) og i filmene om deres svenske pendant Jönssonligan. I filmene ligger firmaet i Berlin.
Navnet er givet af Henning Bahs og Erik Balling. Ideen til navnet opstod, da Bahs og Balling optog filmen Forelsket i København fra 1960. Filmen, som var en tysk co-produktion, havde en stillfotograf med på holdet ved navn Franz Jäger. Da Bahs og Balling sidst i 1960'erne lavede den første film om Olsen-banden, lagde den tyske stillfotograf navn til det fiktive hæderkronede pengeskabsfirma.
I en af Olsen-banden-filmene optræder et pengeskab fra Francis Hunter (ifølge den engelske oversættelse, angiveligt oversat fra "Franz Jäger") i Birmingham, og i en anden film optræder der ifølge den franske oversættelse et skab fra Francois Chasseur.[kilde mangler] "Hunter" og "chasseur" er engelsk og fransk for "jæger".

## Fiktion bliver til virkelighed
Navnet er nu blevet varemærkeregistreret af et virkeligt dansk firma. I november 2004 overtog Hans Buch pengeskabsvirksomheden Diplomat Safe. Efterfølgende blev en produktion af et Franz Jäger-brandskab sat i gang og Franz Jäger-navnet er blevet registreret hos både Patent- og Varemærkestyrelsen samt hos Kontoret for Harmonisering i det Indre Marked (Varemærker og Design), således at varemærkeregistreringen nu gælder i hele EU.
Der er mindst en rigtig brand- eller pengeskabsmodel, der hedder "Franz Jäger". Som omtalt ovenfor bærer et rigtigt dansk brandskab dette navn. Og i den sydkoreanske film The Good, the Bad, the Weird fra 2008 optræder der et pengeskab med typeskiltet "Franz Jäger Moskva 1925"; det vides dog ikke, om dette typeskilt er ægte.
Siden 2014 har Herning Pengeskabsfabrik produceret pengeskabe med navnet Franz Jäger.
I tv-serien Exit: de norske milliardærer II ser man kort et pengeskab fra Franz Jäger.